# Факататива
Факататива (исп. Facatativá) — город и муниципалитет в Колумбии в составе департамента Кундинамарка. Город известен прежде всего археологическим парком Пьедрас-дель-Tунхо (переводится как скалы индейцев Тунхо) и Пьедрас-де-Tунхо с большими скальными образованиями, бывшие когда-то дном озера.

## Географическое положение

Муниципалитет Факататива

Город расположен в департаменте Кундинамарка в 42 км к северо-западу от столицы страны Боготы. Абсолютная высота — 2 773 метров над уровнем моря.

Площадь муниципалитета составляет 158 км².

## Население
По данным Национального административного департамента статистики Колумбии, совокупная численность населения города и муниципалитета в 2012 году составляла 124 779 человека.
Динамика численности населения города по годам:
| 2005    | 2006    | 2007    | 2008    | 2009    | 2010    | 2011    | 2012    |
| ------- | ------- | ------- | ------- | ------- | ------- | ------- | ------- |
| 107 452 | 109 997 | 112 486 | 114 943 | 117 396 | 119 849 | 122 320 | 124 779 |

Согласно данным переписи 2005 года мужчины составляли 48,5 % от населения города, женщины — соответственно 51,5 %. В расовом отношении белые и метисы составляли 99,8 % от населения города; негры — 0,5 %; индейцы — 0,1 %.
Уровень грамотности среди населения старше 5 лет составлял 95,2 %.